# Harper Peak
Der Harper Peak ist ein 785 m (nach britischen Angaben 835 m) hoher Berg an der Nordküste Südgeorgiens. Er ragt östlich des Fortuna Peak und der Fortuna Bay auf.
Die Benennung des Bergs erfolgte vermutlich im Rahmen von Vermessungen durch Wissenschaftler der britischen Discovery Investigations im Zeitraum zwischen 1926 und 1930. Sein Name erscheint erstmals 1931 auf einer Karte der britischen Admiralität. Namensgeber ist F. H. Harper, der zu jener Zeit dem Beratungsgremium für die Discovery Investigations angehörte.